# Josef Hofmeister (Motorsportler)
Josef Hofmeister (* 25. Juli 1934 in Abensberg) ist ein ehemaliger deutscher Motorrad-Bahnrennfahrer, der sowohl auf der kurzen Speedwaybahn, als auch auf den längeren Grasbahnen und Sandbahnen erfolgreich war.

## Leben
Hofmeister startete seine Karriere 1949 in der Jugendklasse und beendete sie bereits 1963 mit nur 29 Jahren. In den 1950er und frühen 1960er Jahren war er der erste deutsche internationale Star im Motorrad-Bahnsport. Er wurde von 1958 bis 1960 dreimal in Serie Sandbahn-Europameister und stieß von 1957 bis 1960 viermal hintereinander als erster Deutscher ins Speedway-Einzel-WM-Finale im Londoner Wembley-Stadion vor.
Nach seiner Rennfahrerlaufbahn betrieb Josef Hofmeister in Kempten/Allgäu über mehrere Jahrzehnte ein Sportartikel-Fachgeschäft.

## Erfolge
- Sandbahn-Europameister 1958, 1959, 1960
- Speedway-Einzel-WM-Finalist 1957 (0 Punkte, 16. Platz), 1958 (2 Punkte, 14. Platz), 1959 (4 Punkte, 12. Platz) und 1960 (6 Punkte, 10. Platz)